# Яворец (област Габрово)
 Тази статия е за селото в България.  За селото в Северна Македония вижте Яворец (община Кичево).  
Яворец е село в Северна България. То се намира в община Габрово, област Габрово.

## География
През село Яворец минава река Лопушница, един от притоците на Росица.
Село Яворец е съставна част на община Габрово и се намира на 11 км от гр. Севлиево и на 17 км от гр. Габрово. Разположено е по красивото поречие на реките Лопушница и Лъкавец в подножието на скалния венец Витата стена. Уникалната природа и скалният феномен Витата стена го правят едно от най-привлекателните места на парк Централен Балкан.
Яворец има интересна история. До 1883 г. е било изцяло турско село. Единствената българска къща в селото, наречено Сърбеглии е била на бозаджията Сава Ченчев. След Освобождението, в Яворец започват да се заселват българи. Сега етническият състав на населението също е уникален, тъй като 2/3 от хората са с влашки произход. Центърът на Яворец е ремонтиран и оформен по европейски начин, с голям площад, модерни административни сгради, красива чешма и много зеленина. В близост до землището на селото се намира язовир Сеферчер, който освен за риболов се ползва и за поливане. Непосредствено над селото има 200-годишно дърво, а по пътя към Витата стена се намира вековна гора с чешми и кладенци, градени от старите яворчани. От центъра на селото тръгва новият забележителен маршрут Вита стена, изграден от ПП „Българка“.

## История
Старото име на селото е Сърбеглии, по предишно Хисар бей. Около 1860 г. много семейства от Яворец напускат селото и отиват в Добруджа, където част от тях се заселват в село Главиница и село Зафирово.

## Население
Преброяване на населението през 2011 г.
Численост и дял на етническите групи според преброяването на населението през 2011 г.:
|                     | Численост | Дял (в %) |
| Общо                | 454       | 100,00    |
| Българи             | 421       | 92,73     |
| Турци               | 0         | 0,00      |
| Цигани              | 8         | 1,76      |
| Други               | 9         | 1,98      |
| Не се самоопределят | 0         | 0,00      |
| Неотговорили        | 16        | 3,52      |

## Културни и природни забележителности
Народно читалище „Васил Левски – 1922“
През 1909 година започва обсъждането за основаване на читалище в Яворец. По инициатива на Влади Илиев /жител/, Христо Лалев /секретар/, Недко Станчев /учител/, заедно с група младежи от селото се слага началото на културния живот.
Основателите подаряват 50 – 60 тома книги, а по-късно закупуват още 25 – 30 тома, с което поставят началото на библиотечното дело в селото. Читалищната библиотека се е помещавала в дома на Христо Лалев, който става библиотекар.
Народното читалище просъществува до 1912 година, когато е обявена Балканската война. То не функционира и по времето на Първата световна война. Дейността на читалището се възобновява на 17 декември 1922 година под наименованието Народно читалище Васил Левски. Закипява усилена просветна дейност. Приема се уставът на 22 януари 1923 година. Министерството на просветата утвърждава устава на 1 май 1924 година.
Читалището е член на читалищния съюз в България, и спазва задълженията си към него и съюзният устав от 1922 година. В селото за първи път през 1934 година е закупен радиоапарат от читалището. Прозвучава гласът на нелегалната радио-станция „Христо Ботев“, по времето на Втората световна война.
На 17 март 1958 година е направена първата копка. Закипял усилен строеж, но без пари не вървяло. Яворчани показали висока съзнателност. Самообложили се по 3 % съгласно Закона за самооблагането и получили сумата за две години от 102 000 лева, които вложили в строежа. Но парите не били достатъчни. За това всеки годен за работа от 16 до 60-годишна възраст се съгласил да даде по 12 безплатни трудодни. С особено усърдие и постоянство са работели: Стефан Стоев, Гатьо Пенков, Божин Ненов, Станчо Стефанов, Станчо Гочев, Спас Симеонов, Петко Топузов, Лалю Драганчев, Метю Лалев, Иван Цонев, Станчо Колев, Иван Гъбенски, Петър Лазаров и десетки още високо съзнателни кооператори.
След 1989 година дейността на читалището остава само библиотечна.
Читалище Васил Левски разполага с голям и малък салон.
Към днешни дни библиотеката разполага с приблизително шест хиляди тома литература.
Към читалището работят „Клуб Доброволец“,
„Клуб на инвалида“, „Клуб на пенсионера“ и кръжок „Твори и рисувай“.
През 2010 година Народно читалище „Васил Левски“ печели проекта Глобални Библиотеки – България – „Българските библиотеки – място за достъп до информация и комуникации за всеки“, с който се дава възможност на населението на Яворец, да се докоснат и станат част от едно добре образовано и информирано общество.
През годините училището е символ на обновлението, духовните стремежи и воля на жителите в селото. През 2008 г. е построена красива чешма.
Стражата е най-голямото карстово плато, разположено между Габрово, Дряново и Севлиево. На северозапад то завършва с дъговидната Вита стена (702 м н.в.). От отвесния скален венец се разкрива живописна панорама във всички посоки през четирите сезона. Още от древността Витата стена е била оценена от стратегическа гледна точка. В пещерите на скалния венец са намирали убежище първобитните хора и в тях са оставили фрагменти от съдове, костени и други предмети. Върху неплодородния гръб на скалата траките са изградили укрепление от ломени камъни, споявани с кален разтвор. По нареждане на римските императори през II-IV век укрепеното тракийско селище се превръща в значителен опорен пункт за охрана на близкия път, идващ от Дунава. Римско-византийската крепост на Витата стена просъществува до идването на славяните и прабългарите, за да оживее отново като феодално-болярско средище през Второто българско царство, чийто останки се пазят и до днес.